# Jungle Fight 88
Jungle Fight 88 foi um evento de artes marciais mistas promovido pelo Jungle Fight, que ocorreu em 25 de junho de 2016, em Poços de Caldas, Minas Gerais. Nada mudou com relações aos campeões no Jungle Fight 88, realizado neste sábado, em Poços de Caldas (MG). Três detentores de cinturão atuaram e conseguiram ser bem sucedidos em suas defesas de título. Na luta principal, Amanda Lemos e Mayra Cantuária fizeram revanche, após o primeiro confronto entre elas ter terminado empatado. Desta vez, Amanda, após perder o primeiro assalto, nocauteou a rival com uma joelhada aos 29 segundos do segundo round e se manteve no topo da divisão do peso-galo (até 61kg)..No co-evento principal, Eric Parrudo e Rander Junior se enfrentaram pela unificação do cinturão dos leves (até 70kg). Parrudo conseguiu manter o combate em pé e dominou os três rounds, saindo vitorioso por decisão unânime dos juízes laterais (30-28, 30-27 e 29-28).
Na terceira disputa de título, Handersson Boy Doido definiu o duelo contra Jorginho Filho ainda no primeiro assalto, aos 3m45, após conectar um duro cruzado e conectar mais alguns golpes até a interrupção do árbitro, mantendo o cinturão do peso-meio-médio (até 77kg)..

## Ligações Externas
1. ↑  Amanda Lemos  manteve o cinturão dos galos femininos (até 61kg)
2. ↑  (30-28, 30-27 e 29-28) Eric “Parrudo” unificou o cinturão dos leves (até 70kg)
3. ↑  Handesson “Boy Doido” manteve o cinturão dos meio médio (até 77kg)
4. ↑  (26-28 27-27 27-27) O atleta Marcus Bad Face havia perdido três pontos por ficar acima do limite da categoria
5. ↑  (triplo 30-27)
6. ↑  29-28, 29-29 e 29-28